# Mardraum: Beyond the Within
Mardraum: Beyond the Within este cel de-al cincilea album de studio al formației Enslaved.
În 2013 a fost relansat de casa de discuri Osmose Productions pe disc vinil negru și disc vinil roșu. Albumul marchează o schimbare a stilului muzical, formația distanțându-se de black metal și adoptând din ce în ce mai multe elemente progressive metal.

## Lista pieselor
1. "Større enn tid - tyngre enn natt" (Mai mare ca timpul - mai greu ca noaptea) - 10:07
2. "Daudningekvida" (Imn mort) - 03:31
3. "Entrance - Escape" - 07:42
4. "Ormgard" (Stupul) - 05:29
5. "Æges draum" (Visul lui Aege) - 04:43
6. "Mardraum" (Coșmar) - 03:40
7. "Det endelege riket" (Imperiul pe moarte) - 05:19
8. "Ormgard II: kvalt i kysk høgsong" (Stupul II: strangulat de puritate) - 03:44
9. "Krigaren eg ikkje kjende" (Războinicul necunoscut) - 06:32
10. "Stjerneheimen" (Casa stelară) - 05:47
11. "Frøyas smykke" (Colierul lui Freya) - 01:52

## Personal
- Grutle Kjellson - vocal, chitară bas
- Ivar Bjørnson - chitară, sintetizator
- Roy Kronheim - chitară
- Dirge Rep - baterie